# 铜头丽蜂鸟
（学名：[Microchera cupreiceps] 错误：{{Lang}}：文本有斜体标记（帮助）），是雨燕目蜂鸟科的一种鸟类。
铜头丽蜂鸟体重约3克，翼长约45.9毫米，嘴峰长约16.9毫米，喙宽度约1.5毫米，喙厚度约1.2毫米，跗蹠长约4.3毫米，尾长约24.8毫米。铜头丽蜂鸟在其分布区内为留鸟，其栖息在密集的高大树木组成的森林中，食性为草食性，主要食物来源是植物的花蜜。
铜头丽蜂鸟分布于哥斯达黎加北部和中部的高原地区。该物种是单型物种，没有亚种分化。